# Interactive Brokers
Interactive Brokers LLC (IB) — американська транснаціональна біржова брокерська фірма. Управляє найбільшою електронною торговою платформою в США за кількістю угод із середньодобовим доходом. Фірма надає можливість торгувати акції, опціони, ф'ючерси, EFP, ф'ючерсні опціони, форекс, облігації та фонди. Фірма має 24 офіси в 14 країнах світу. «Interactive Brokers» є публічною компанією, акції якої торгуються на біржі NASDAQ (тікер IBKR).
Штаб-квартира компанії розміщується в Гринвічі, штат Коннектикут, а офіси розташовані в чотирьох містах. Це найбільша дочірня компанія брокерської групи Interactive Brokers Group, Inc., яку заснував Томас Петерфі, ранній новатор комп'ютеризованої торгівлі. IB регулюється Комісією з цінних паперів та бірж США, Органом регулювання фінансової галузі, Нью-Йоркською фондовою біржею, Комісією з торгівлі товарними ф'ючерсами, Національною асоціацією ф'ючерсів, Чиказькою товарною біржею та іншими органами саморегулювання.
Компанія обслуговує 607 000 клієнтських брокерських рахунків, власний капітал яких складає $128,4 млрд. Interactive Brokers Group володіє 40 відсотками ф'ючерсної біржі OneChicago, та є засновником Бостонської біржі опціонів.
Первісна організація була заснована як маркет-мейкер у 1977 році під назвою T.P. & Co., і була перейменована в Timber Hill Inc. в 1982 р. У 1979 р. компанія стала першою, хто використовував цінові таблиці справедливої вартості на біржовому майданчику, а в 1983 — першою, яка використовувала портативні комп'ютери для торгівлі. У 1987 році Петерфі також створив повністю автоматизовану алгоритмічну торгову систему для автоматичного створення та подання ордерів на ринок. У період з 1993 по 1994 рр. створюється корпоративна група Interactive Brokers Group, а дочірня компанія Interactive Brokers LLC здійснює контроль над своїм електронним брокерським обслуговуванням та утримання його окремо від Timber Hill, який сконцентрувався суто на ринковій діяльності.
У 2014 році Interactive Brokers став першим онлайн-брокером, який запропонував прямий доступ до IEX, приватного форуму для торгівлі цінними паперами. В даний час близько 16,6 відсотка компанії перебуває у відкритому доступі, тоді як решта утримується працівниками та їх філіями. Найбільший акціонер — Томас Петерфі.

## Дочірня компанія Interactive Brokers: Brabo LTD
Interactive Brokers (IBKR) управляє кількома дочірніми компаніями по всьому світу. Одна з лідируючих компаній — Brabo LTD.
Brabo LTD — це динамічно розвиваюча фінансова компанія, заснована в 2006 році, яка з моменту свого створення прагне надавати якісні та інноваційні рішення для трейдерів по всьому світу. Компанія є дочірнім підприємством Interactive Brokers.

### Заснування та початок шляху
Brabo LTD була заснована з метою надати своїм клієнтам доступ до передових фінансових інструментів та інвестиційних можливостей. Спочатку компанія орієнтувалася на міжнародний ринок, надаючи своїм користувачам ефективні рішення для торгівлі на найбільших фінансових майданчиках.
З самого початку своєї діяльності Brabo LTD акцентувала увагу на високій якості обслуговування клієнтів, інноваційних технологіях та прозорості всіх процесів. Це дозволило компанії швидко зайняти свою нішу та стати відомою серед професійних трейдерів та інвесторів.

### Перетворення і вихід на ринок російськомовних клієнтів
Після кількох років успішного розвитку на міжнародних ринках, Brabo LTD прийняла рішення адаптувати свої послуги для російськомовних клієнтів. Цей крок не лише розширив аудиторію компанії, а й значно покращив якість обслуговування, орієнтуючись на особливості потреб російськомовних трейдерів.
Процес виходу на російськомовний сегмент ринку включав в себе багато аспектів: створення локалізованого контенту, покращення користувацького інтерфейсу для російськомовних трейдерів, надання підтримки на російській мові та налагодження взаємодії з місцевими партнерами. Завдяки цим зусиллям Brabo LTD швидко завоювала довіру трейдерів у країнах СНД та на території Росії, надаючи доступ до світових фінансових ринків з комфортною та зрозумілою інтерфейсною підтримкою.

### Дочірня компанія Interactive Brokers
Будучи частиною великої міжнародної корпорації Interactive Brokers, Brabo LTD отримує доступ до найбільшої мережі брокерських послуг, що дозволяє їй надавати своїм клієнтам найсучасніші інструменти для торгівлі та інвестування. Це партнерство відкриває перед користувачами компанії можливості для роботи з безліччю фінансових продуктів — від акцій та облігацій до ф'ючерсів, опціонів і криптовалют.
Як дочірня компанія Interactive Brokers, Brabo LTD гарантує своїм клієнтам надійність, безпеку та прозорість усіх фінансових операцій. Команда компанії постійно працює над поліпшенням сервісу та пропонує користувачам найкращі умови для успішної торгівлі.

### Сучасні досягнення та майбутнє
Brabo LTD продовжує розвиватися та зміцнювати свої позиції на ринку. Компанія активно впроваджує нові технології, покращує процес обслуговування клієнтів і продовжує розширювати спектр наданих послуг, щоб відповідати найвищим міжнародним стандартам.
Компанія прагне стати лідером на російськомовному ринку, пропонуючи унікальні умови для трейдерів та інвесторів, які бажають вийти на світові фінансові ринки з мінімальними ризиками і максимальними можливостями для заробітку.
Brabo LTD — це не просто фінансовий сервіс, а надійний партнер, готовий допомогти своїм клієнтам досягти успіху в світі інвестицій та торгівлі, незалежно від рівня їх досвіду.

## Історія
У 1977 році Томас Петерфі залишив роботу розробником програмного забезпечення для торгівлі товарами в Mocatta Metals та придбав місце на Американській фондовій біржі (AMEX) як індивідуальний маркетмейкер. Наступного року він створив свою першу компанію під назвою T.P. & Co., щоб розширити торгову діяльність до кількох учасників під значком номер 549. На той час на біржі використовувалась вільна система торгівлі (англ. Open Outcry); Петерффі розробив алгоритми для визначення найкращих цін на опціони та використовував ті, що є на торговому майданчику [6], і таким чином фірма стала першою, хто використовував щоденні друковані аркуші цін на справедливу вартість.
У 1979 році компанія розширила свою діяльність: в ній працювали чотири брокери, троє з яких були членами AMEX. У 1982 році Петерфі перейменовує T.P. & Co. на Timber Hill Inc., назвавши компанію на честь свого улюбленого місця на Хатчін-Хілл-роуд у Вудстоку, штат Нью-Йорк. До 1983 року Петерфі надсилав розпорядження зі свого кабінету на другому поверсі; він розробив систему зчитування даних з машини Quotron, вимірюючи електричні імпульси в дроті і декодуючи їх. Оскільки в той час AMEX не дозволяв комп'ютерам знаходитись у торговому залі, помічник Петерфі доставляв інформацію про ринок з його офісу у Світовому торговому центрі. У листопаді 1983 року він переконав біржу дозволити користуватися комп'ютером в торговій залі.
У 1983 році Петерфі прагнув комп'ютеризувати ринок опціонів. Спочатку він націлився на Чиказьку біржу опціонів (CBOE). На той час брокери все ще використовували таблиці цін на справедливу вартість, які на той час оновлювались один-два рази на день. У 1983 році Timber Hill створив перші кишенькові комп'ютери, що використовуються для торгівлі. Як пояснив Петерфі в інтерв'ю 2016 року, пристрої працювали на акумуляторній батареї та мали сенсорні екрани, щоб користувач міг ввести ціну акцій, і це дало б рекомендовані ціни опцій, а також відстежувало позиції та постійно переоцінювало варіанти акцій. Однак Петерфі чекала протидія керівників біржі. Коли він вперше показав пристрій довжиною 12 дюймів (30 см), шириною 9 дюймів (23 см), комітет Чиказької біржі сказав йому, що він занадто великий. Коли він зменшив прилад, комітет заявив, що жодні аналітичні пристрої не мають права використовуватись на біржі. Не спромігшись отримати згоду від CBOE, він намагався використовувати свої пристрої на інших біржах.
Також у 1983 році Timber Hill розширився до 12 співробітників та розпочав торгівлю на Філадельфійській фондовій біржі. У 1984 році компанія почала розробку комп'ютеризованої системи торгів ф'ючерсами та опціонами на фондові індекси. В лютому 1985 року систему та мережу Timber Hill перевели в Інтернет. Система була розроблена для централізованого ціноутворення та управління ризиками для портфеля похідних деривативів, що торгуються в різних регіонах країни. У 1985 році Петерфі представив свою комп'ютерну систему на Нью-Йоркській фондовій біржі (NYSE). Проте фондова біржа дозволяла використовувати її лише у торгових кабінках, розташованих за декілька ярдів від місця здійснення транзакцій. Петерфі у відповідь розробив для своїх торговців систему для зчитування кольорових смужок, випромінених з відеодисплеїв комп'ютерів у кабінках. Це викликало підозру щодо торгівлі інсайдерами, що переконало Timber Hill розповсюджувати інструкції по біржі, в яких було описано як зчитувати інформацію з дисплеїв. У відповідь біржа вимагала від компанії відвернути екрани від торгового залу, що, в свою чергу, спонукало Петерфі найняти клерка для спілкування з торговцями за допомогою ручних сигналів. Зрештою біржа дозволила використовувати комп'ютери на торговому майданчику.
В 1984 році Timber Hill приєдналась до Опціонної клірингової корпорації, в 1985 році до Нью-Йоркської ф'ючерсної біржі, а також до Тихоокеанської фондової біржі та підрозділу опціонів NYSE наступного року. Також у 1985 році фірма приєдналася та розпочала торгівлю на Чиказькій товарній біржі, Чиказькій торговій біржі та Чиказькій біржі опціонів (CBOE). У 1986 році компанія перенесла свою штаб-квартиру до Всесвітнього торгового центру, щоб контролювати діяльність на численних біржах. Петерфі знову найняв робітників, які бігли зі своїх офісів на біржі з оновленими портативними пристроями, які згодом замінив телефонними лініями, що передають дані до комп'ютерів на біржах. Пізніше Петерффі вбудував мініатюрні радіопередавачі в кишенькові пристрої та обмінні комп'ютери, щоб дати можливість автоматичного надходження до них даних.
У 1987 році Timber Hill приєдналась до Національної клірингової корпорації з цінних паперів та Депозитарної трастової компанії (нині об'єднаної як Депозитарна цільова та клірингова корпорація). До 1987 року в Timber Hill працювало 67 співробітників, і компанія почала самостійно здійснювати кліринг в акціях. У 1987 році CBOE збирався закрити свій ринок опціонів S&P 500 через опціони, які не залучають достатнього інтересу трейдера. Через це Петерфі пообіцяв протягом року ущільнити цей ринок, якщо біржа дозволить торговцям використовувати портативні комп'ютери на торговому майданчику. Біржа погодилася, і розрахунок Петерфі цілком справдився; сьогодні опціони S&P 500 — це найбільш активно торгувані індекси в США. У 1990 році компанія Timber Hill Deutschland GmbH була зареєстрована в Німеччині і незабаром розпочала торгівлю похідними інструментами на Deutsche Terminbörse (DTB), що вперше використовує одну із своїх торгових систем на повністю автоматизованій біржі. У 1992 році Timber Hill розпочав торгівлю на швейцарській біржі опціонів та фінансових ф'ючерсів, яка об'єдналася з DTB у 1998 році і стала Eurex. На той час у Timber Hill працювало 142 працівники.
Поки Петерфі торгував на Nasdaq в 1987 році, він створив першу повністю автоматизовану алгоритмічну торгову систему. Вона базувалась на основі комп'ютера IBM, який витягував дані з підключеного до нього терміналу Nasdaq і здійснював торгівлю на повністю автоматизованій основі. Машина, для якої Петерфі написав програмне забезпечення, працювала швидше, ніж це міг робити трейдер. Після перевірки Nasdaq заборонив прямий інтерфейс з терміналом і вимагав введення торгів у ручному режимі. Петерфі та його команда розробили систему з камерою для зчитування терміналу, комп'ютером — для декодування візуальних даних, та механічним введенням торгових замовлень. Пізніше система була погоджена Nasdaq.

### 1993—2000
Interactive Brokers Inc. була заснована в 1993 році як американський брокер-дилер для надання технології, розробленої Timber Hill, для електронних мереж та послуг з здійснення біржової торгівлі для клієнтів. У 1994 році компанія Timber Hill Europe розпочала торгівлю на Європейській біржі опціонів, біржі OM та Лондонській міжнародній біржі фінансових ф'ючерсів та опціонів. У 1994 році Timber Hill Deutschland стала членом Бельгійської біржі ф'ючерсів та опціонів, IB стала членом Нью-Йоркської фондової біржі, а Timber Hill Group LLC була сформована як холдингова компанія з операцій Timber Hill та IB. У 1995 році компанія Timber Hill France S.A. була зареєстрована і почала виходити ринки на Marché des Options Négociables de Paris (дочірня компанія Euronext Paris) та ф'ючерсної біржі Marché à Terme International de France. Також у 1995 році Timber Hill Hong Kong розпочав діяльність на Гонконгській біржі ф'ючерсів, і IB створив свою основну торгову платформу Trader Workstation та здійснив свої перші торги для публічних клієнтів
У 1996 році компанія Timber Hill Securities Hong Kong Limited була зареєстрована і розпочала торгівлю на Гонконгській фондовій біржі. У 1997 році компанія Timber Hill Australia Pty Limited була зареєстрована в Австралії, а компанія Timber Hill Europe розпочала торгівлю в Норвегії та стала членом Австрійської біржі деривативів. До 1997 року штат Timber Hill налічував 284 працівники. У 1998 році була сформована компанія Timber Hill Canada, і IB почали розмитнювати онлайн-торгівлю для роздрібних клієнтів, підключених безпосередньо до Globex для торгівлі ф'ючерсами на S&P. У 1999 році IB представив інтелектуальний зв'язок із маршрутизацією замовлень для кількох перелічених опціонів на акції і розпочав вільні торги за акції своїх клієнтів та торгівлі деривативами на акції. Також у 1999 році Goldman Sachs зробив спробу придбати компанію, але пропозиція була відхилена. У 2000 році була створена компанія Interactive Brokers (UK) Limited, і Timber Hill стала основним ринковим мейкером на Міжнародній біржі цінних паперів (ISE).

### 2001 по сьогодні
У 2001 році корпоративну назву Timber Hill Group LLC було змінено на Interactive Brokers Group LLC. Компанія на той час здійснювала більше 200 000 операцій за день. У 2002 році Interactive Brokers, разом з Bourse de Montréal та Бостонською фондовою біржею створили Бостонську біржу опціонів. Також у 2002 році IB представила Mobile Trader та інтерфейс прикладного програмування для клієнтів та розробників для інтеграції своїх мобільних телефонних систем із торговою системою IB. У 2002 році Timber Hill Group став основним ринковим маркетмейкером нещодавно представлених американських ф'ючерсів на акції. У 2003 році Interactive Brokers розширили свої послуги з здійснення торгівлі та клірингу, включивши бельгійські опціони та ф'ючерси на акції, канадські акції, опціони та ф'ючерси на акції / індекси, голландські опціони та ф'ючерси, німецькі опціони на акції, італійські індекси та ф'ючерси, японські індекси та ф'ючерси та опціони на акції Великої Британії.
У 2004 році Interactive Brokers відкрила прямий доступ до ринку для своїх клієнтів на біржах Франкфурта та Штутгарта. У тому ж році компанія оновила свою систему управління рахунками та Trader Workstation, додавши до платформи діаграми в реальному часі, сканери, фундаментальну аналітику, а також інструменти BookTrader та OptionTrader. У 2005 році Interactive Brokers випустила свою платформу для торгівлі на ринку форекс IdealPro (нині Ideal FX). У 2006 році був опублікований звіт Options Intelligence Report, який повідомляв про незвичні концентрації торгових інтересів та зміни рівня невизначеності на ринках опціонів. У тому ж році компанія отримує акції в OneChicago, фондовій біржі ISE та фондовій біржі CBOE для покращення подальшого впровадження інновацій у торговій галузі. У 2006 році Interactive Brokers почали пропонувати клієнтам центові опціони.
3 травня 2007 року Interactive Brokers Group провела первинне публічне розміщення акцій (IPO) через Nasdaq і продала 40 мільйонів акцій по 30,01 доларів (37,46 доларів по курсу 2020 року) за акцію. Він проводився як голландський аукціон, який проводили WR Hambrecht (який також проводив IPO Google у 2004 році) та HSBC. Це було друге за розміром американське IPO того року та найбільше брокерське IPO з 2005 року. Продані акції становили приблизно 10 відсотків акцій Interactive Brokers Group. Також у 2007 році була введена платформа портфельної маржі в режимі реального часу для клієнтів, котрі торгують різними класами активів, забезпечуючи збільшення важелів управління ризиками в реальному часі. Крім того, компанія представила біржі для фізичних осіб, щоб обмінювати акції та ф'ючерси за ринковим курсом. У 2008 році компанія випустила Risk Navigator, платформу управління ризиками в реальному часі. Також у 2008 році декілька торгових алгоритмів були представлені у Trader Workstation. Серед них — «Accumulate-Distribute Algo», який дозволяє трейдерам ділити великі замовлення на невеликі нерівномірні прирости та відпускати їх через випадкові проміжки часу, щоб досягти кращих цін на замовлення великого обсягу.
У 2009 році IB запустила iTWS, мобільний торговий додаток, заснований на робочій станції IB Trader; він презентували інструмент Portfolio Analyst. У 2011 році компанія представила кілька нових послуг, включаючи Interactive Brokers Information System, Програму введення капіталу хедж-фонду та Програму підвищення дохідності акцій. В 2011 році Interactive Brokers також стала найбільшим онлайн-брокером у США за середньодобовими обсягами доходів. Під час акцій протесту «Окупуй Уолл-стріт» у 2011—2012 рр. компанія випустила серію телевізійних рекламних роликів із загальною фразою «Приєднуйся до 1 %», що сприймалося як суперечлива критика протестів. У 2012 році IB відкрили повністю електронний Market Manager Marketplace. А також випустили інтерфейс торгівлі TWS Mosaic та податковий оптимізатор для управління прибутком та збитками. У 2013 році Interactive Brokers випустила інструмент «Лабораторія ймовірності» (Probability Lab) та послугу «Трейдери», яка надає щоденні коментарі трейдерів Interactive Brokers та провідних сторонніх вкладників. Також у 2013 році IB інтегрував свій інструмент сповіщення про торгівлю (так званий IB FYI) у TWS. Інструмент інформує клієнтів про майбутні анонси, які можуть вплинути на їхній рахунок, і клієнт може налаштувати його на автоматичну дію для дострокового реагування на зміни, якщо дія передбачається вигідною для клієнта. За допомогою IB FYI також можна автоматично призупинити замовлення клієнта до оголошення про основні економічні події, що впливають на ринок.
3 квітня 2014 року Interactive Brokers став першим онлайн-брокером, який запропонував прямий доступ до IEX, приватної мережі електронних комунікацій для торгівлі цінними паперами, яка згодом була зареєстрована як біржа. У 2015 році IB запустила послугу «Investors Marketplace», яка дозволяє клієнтам знаходити інвесторів та інших постачальників послуг у фінансовій галузі. Того ж року IB також отримала клієнтів через Scottrade. Раніше Scottrade пропонував торгівлю складними опціонами через свою платформу OptionsFirst і почав пропонувати торгівлю через платформу IB. У березні 2016 року IB випустила супутній додаток до iTWS для Apple Watch. У травні 2017 року IB оголосив про продаж ринкового бізнесу, проведеного його дочірньою компанією Timber Hill, включаючи програмне забезпечення, компанії New Sigma Securities, що базується в Нью-Йорку. У 2020 році клієнтська база Interactive Brokers зросла до одного мільйона користувачів. Під час короткотривалого стискання GameStop Interactive Brokers ненадовго обмежили торгівлю кількома акціями.

## Діяльність
Interactive Brokers — найбільша електронна брокерська компанія в США за об'ємом середньодобових торгів і є провідним форекс-брокером. Interactive Brokers також націлені на обслуговування радників з торгівлі товарами, що робить компанію п'ятим за величиною прем'єр-брокером, який їх обслуговує. Діяльність Interactive Brokers регулюється Комісією з цінних паперів та бірж, Органом регулювання фінансової галузі, Нью-Йоркською фондовою біржею, Органом фінансового контролю та іншими регуляторами та саморегулюючими організаціями. Компанія надає послуги кореспондентського клірингу для 200 брокерів-представників по всьому світу. Interactive Brokers обслуговує 720 тисяч клієнтських брокерських рахунків, власні кошти клієнтів становлять 170,1 мільярда доларів. Interactive Brokers Group має 75 мільйонів доларів матеріальних активів, у тому числі 24 мільйони доларів комп'ютерного обладнання. В даний час близько 17,3 % акцій компанії знаходиться у відкритому доступі, тоді як решта утримується працівниками; Томас Пітерфі є найбільшим акціонером.
Пітерфі описав компанію як подібну до Charles Schwab Corporation або TD Ameritrade, однак вона спеціалізується на наданні брокерських послуг великим клієнтам та стягуванні низьких трансакційних витрат. Він також описав фокус компанії на побудові технологій, а не на високих продажах, причому технологія часто використовується для автоматизації систем з метою зниження вартості обслуговування клієнтів. Interactive Brokers може дозволити собі зосередитись на автоматизації та залученні клієнтів, а не на фінансових результатах, оскільки 82,7 % акцій компанії утримується працівниками. Interactive Brokers пропонує прямий доступ на ринок австралійських контрактів на різницю з 2008 року. На мобільні операції припадає близько 10 % роздрібних замовлень компанії.

### Співробітники
Interactive Brokers Group має дев'ять директорів, у тому числі Томас Пітерфі, голова Ради директорів, який як найбільший акціонер може обирати членів правління. У компанії 1649 працівників. З них 1365 мають акції компанії. В Interactive Brokers працюють програмісти та ІТ-працівники; програмісти перевершують інших співробітників у співвідношенні п'ять до одного. Приблизно 9 % співробітників працюють у відділах з дотримання законодавства або нормативних актів.
Серед директорів компанії — Лоуренс Е. Харріс, професор Школи бізнесу Маршалла Університету Південної Каліфорнії, який був головним економістом Комісії з цінних паперів та бірж. Серед колишніх директорів — Ганс Столл, засновник і директор Центру дослідження фінансових ринків університету Вандербільта, автор і колишній президент Американської фінансової асоціації та Іверс Райлі, колишній голова Міжнародної біржі цінних паперів, генеральний директор гонконгської ф'ючерсної біржі та головний розробник фондів SPDR.

### Місцезнаходження
Interactive Brokers займає штаб-квартиру площею понад 15 000 квадратних метрів у центрі міста Гринвіч, штат Коннектикут. Компанія також орендує офіси в Чикаго, Вашингтон, округ Колумбія, Вест-Палм-Біч, Монреалі, Ванкувері, Бостоні, Сан-Франциско, Секакусі, місті Цуг, Лондоні, Дубліні, Люксембурзі, Таллінні, Будапешті, Санкт-Петербурзі, Вадуці, Мумбаях, Гонконзі, Шанхаї, Сінгапурі, Сіднеї та Токіо. Більше половини клієнтів компанії проживають за межами США, приблизно в 200 країнах.

## Відгуки про Brabo LTD
Brabo LTD здобула визнання серед трейдерів завдяки своїй надійності, широкому вибору фінансових інструментів та якісному обслуговуванню, особливо для російськомовних клієнтів. Як дочірнє підприємство Interactive Brokers, компанія забезпечує безпечні умови торгівлі та доступ до світових ринків.

### Позитивні відгуки
- Надійність і безпека: Клієнти зазначають високий рівень захисту даних та коштів.
- Широкий вибір інструментів: Пропонуються різноманітні фінансові продукти, включаючи акції, ф'ючерси та криптовалюти.
- Зручна платформа: Інтуїтивний інтерфейс, який підходить трейдерам різного рівня.
- Локалізований сервіс: Підтримка російською мовою та адаптовані умови для російськомовних клієнтів.

### Негативні відгуки
- Деякі негативні відгуки в інтернеті є фейковими та купленими конкурентами. Вони часто не підтверджені реальними фактами чи досвідом користувачів.

Таким чином, хоча є й негативні відгуки, вони здебільшого вважаються наслідком недобросовісної конкуренції. Більшість користувачів задоволені роботою компанії та якістю послуг.

## Згадки в літературі
Перший розділ книги Крістофера Штайнера 2012 року «Automate This: How Algorithms Came To Rule Our World» описує розвиток Томасом Пітерфі Interactive Brokers та технологій, що призвели до появи сучасного автоматизованого ринку. У чотирьох розділах «Dark Pools» Скотта Паттерсона також детально розказано про Пітерфі та його компанію Interactive Brokers.